# Campbell Scott
Pour les articles homonymes, voir Scott.
Campbell Scott, né le 19 juillet 1961 à New York, est un acteur, réalisateur et producteur américain.

## Biographie
Campbell est issu du troisième mariage de son père de George C. Scott et du premier de Colleen Dewhurst.
En tant qu'acteur, Scott participe au film Le Choix d'aimer aux côtés de Julia Roberts et participe également au film Singles l'année suivante.
En 1996, il s'associe avec Stanley Tucci pour réaliser le film À table (Big Night) qui reçut des critiques positives et qui est nommé pour le Grand Prix du jury au festival du film de Sundance. Pour leur travail, Scott et Tucci gagnent, tous les deux, le NYFCC Award et le Boston Society of Film Critics pour le meilleur nouveau réalisateur.
En 2002, il gagne le prix du meilleur acteur par le National Board of Review pour sa performance notable dans Oncle Roger (Roger Dodger). Il participe par ailleurs à la série télévisée Six Degrees durant la saison 2006-2007, la série ayant été annulée.
En 2005-2006, Scott sert de lecteur pour les versions livres audio des best-sellers de Stephen King The Shining et Cell.
En 2007, Scott prête sa voix pour la narration d'une publicité télévisée de Chevron Corporation, ainsi que pour le film documentaire de la Guerre d'Irak, acclamé par la critique, No End in Sight. Ensuite, Scott joue dans le drame Handsome Harry. Scott a également un rôle récurrent dans le drame américain Royal Pains, comme Boris Kuester von Jurgens-Ratenicz.
Le 28 août 2009, TVGuide.com confirme que le contrat de Scott est renouvelé pour la troisième saison de Damages. Scott interprète Joe Tobin, le fils de Bernie Madoff incarné comme Louis Tobin (Len Cariou). La saison est diffusée de janvier à avril 2010.
En mai 2010, Scott fournit la voix sur une nouvelle publicité télévisée Häagen-Dazs appelée Ode to Flavour. L'annonce est créée par Goodby, Silverstein & Partners, dirigée par Noah Marshall avec la direction artistique de Croix Cagnon. Il joue le rôle de Richard Parker, le père de Peter Parker, dans le film The Amazing Spider-Man en 2012. Scott reprend son rôle dans le film The Amazing Spider-Man 2 en 2014.
De décembre 2015 à mars 2016, Scott apparaît comme Lloyd Dallas dans le renouveau Broadway de Noises Off[pas clair].
En 2021, il joue le rôle de Lewis Dodgson dans Jurassic World : Le Monde d'après.

## Filmographie

### Cinéma
- 1987 : Five Corners de Tony Bill : un policier
- 1988 : From Hollywood to Deadwood de Rex Pickett : Bobby
- 1990 : Un thé au Sahara (The Sheltering Sky) de Bernardo Bertolucci : George Tunner
- 1990 : Un compagnon de longue date (Longtime Companion) de Norman René : Willy
- 1990 : Ain't No Way Back de Michael Sweney : Fletcher Kane
- 1991 : Dead Again de Kenneth Branagh : Doug
- 1991 : Le Choix d'aimer (Dying Young ) de Joel Schumacher : Victor Geddes
- 1992 : Singles de Cameron Crowe : Steve Dunne
- 1993 : L'Innocent (The Innocent) de John Schlesinger : Leonard
- 1994 : Mrs Parker et le Cercle vicieux (Mrs. Parker and the Vicious Circle) d'Alan Rudolph : Robert Benchley
- 1996 : Big Night de lui-même et Stanley Tucci : Bob
- 1997 : En route vers Manhattan (The Daytrippers) de Greg Mottola : Eddie Masler
- 1997 : La Prisonnière espagnole (The Spanish Prisoner) de David Mamet : Joe Ross
- 1998 : Hi-Life de Roger Hedden : Ray
- 1998 : Les Imposteurs (The Impostors) de Stanley Tucci : Meistrich
- 1999 : Spring Forward de Tom Gilroy : Fredrickson
- 1999 : Mars à table ! (Top of the Food Chain) de John Paizs : Dr Karel Lamonte, le scientifique atomiste
- 1999 : Lush de Mark Gibson : Lionel « Ex » Exley
- 2000 : Other Voices de Dan McCormack : John
- 2001 : Delivering Milo de Nick Castle : Kevin
- 2002 : Oncle Roger (Roger Dodger) de Dylan Kidd : Roger Swanson
- 2002 : The Secret Lives of Dentists d'Alan Rudolph : David Hurst
- 2004 : Ralph (Saint Ralph) de Michael McGowan : père George Hibbert
- 2004 : Loverboy de Kevin Bacon : le père de Paul
- 2005 : L'Exorcisme d'Emily Rose (The Exorcism of Emily Rose) de Scott Derrickson : Ethan Thomas
- 2005 : Duma de Carroll Ballard : Peter
- 2005 : The Dying Gaul de Craig Lucas : Jeffrey Tishop
- 2007 : Crashing de Gary Walkow : Richard McMurray
- 2007 : Le Come-Back (Music and Lyrics) de Marc Lawrence : Sloan Cates
- 2008 : Phoebe in Wonderland de Daniel Barnz : Principal Davis
- 2008 : One Week de Michael McGowan : le narrateur
- 2009 : Handsome Harry de Bette Gordon : David Kagan
- 2010 : Beware the Gonzo de Bryan Goluboff :  Arthur Gilman
- 2012 : Eye of the Hurricane (en) de Jesse Wolfe : Gary Fulton
- 2012 : The Amazing Spider-Man de Marc Webb : Richard Parker
- 2012 : Still Mine de Michael McGowan : Gary Fulton
- 2013 : Before I Sleep de Aaron Sharff et Billy Sharff : Eugene à 48 ans
- 2014 : The Amazing Spider-Man : Le Destin d'un héros de Marc Webb : Richard Parker
- 2016 : Manhattan Nocturne de Brian DeCubellis : Simon Crowley
- 2017 : A Lotus 'Til Reckoning de David McElfresh : Pete
- 2017 : A Long Time for Lovers de David McElfresh : le reporter d'actualités
- 2018 : The Chaperone de Michael Engler : Alan
- 2020 : The 11th Green de Christopher Munch : Jeremy Rudd
- 2022 : Jurassic World: Dominion de Colin Trevorrow : Lewis Dodgson

### Télévision

#### Téléfilms
- 1991 : The Perfect Tribute de Jack Bender : Carter Blair
- 1997 : The Tale of Sweeney Todd de John Schlesinger : Ben Carlyle
- 1998 : Par-delà l'éternité / Lettres secrètes (The Love Letter) de Dan Curtis : Scott Corrigan
- 2000 : Hamlet de lui-même et Eric Simonson : Hamlet
- 2001 : La Bonne étoile (Follow the Stars Home) de Dick Lowry : David McCune
- 2002 : Une double vie (The Pilot's Wife) de Robert Markowitz : Robert Hart
- 2006 : Ambrose Bierce, Civil War Stories de Don Maxwell : Ambrose Bierce

#### Séries télévisées
- 1986 : La Loi de Los Angeles (L.A. Law), épisode Sidney, the Dead-Nosed Reindeer de Jonathan Sanger (en) : officier Clayton
- 1987 : Sacrée famille (Family Ties), épisode Invasion of the Psychologist Snatchers de Matthew Diamond : Eric Matthews
- 1990 : The Kennedys of Massachusetts de Lamont Johnson : Joseph P. Kennedy Jr.
- 1997 : Liberty ! The American Revolution de Ellen Hovde et Muffie Meyer : Thomas Jefferson
- 2006 : Les Derniers jours de la planète terre (Final Days of Planet Earth) : William Phillips
- 2006-2007 : Six Degrees : Steven Caseman
- 2009-2016 : Royal Pains : Boris Kuester von Jurgens-Ratenicz
- 2010 : Damages, saison 3 : Joe Tobin
- 2014 : Blacklist, épisode The Cyprus Agency de Michael W. Watkins : Owen Mallory / Michael Shaw
- 2015 : Allegiance, épisode pilote de George Nolfi : le rendez-vous mystérieux
- 2016 : Sex&Drugs&Rock&Roll : lui-même
- 2017-2018 : House of cards : Mark Usher
- 2018 : Dietland : Steve Austen
- 2019 : Soundtrack : Frank O'Brien
- 2019 : Adult Ed. : Carter

## Distinctions

### Récompenses
- 1996 Boston Society of Film Critics (Best New Filmmaker) avec À table (Big Night)
- 1996 New York Film Critics Circle Awards (Best Actor) avec Oncle Roger (Roger Dodger)
- 2002 NYFCC Award (Best New Director) avec À table (Big Night) (Gagné avec Stanley Tucci)
- 2003 Taos Talking Picture Festival (Taos Land Grant Award et Maverick Award) avec Off the Map
- 2004 Sarasota Film Festival (Audience Award) avec Off the Map

### Nominations
- 1992 MTV Movie Awards (Best Breakthrough Performance) avec Le choix d'aimer (Dying Young )
- 1995 Independent Spirit Awards (Best Male Lead) avec Mrs. Parker et le Cercle vicieux (Mrs. Parker and the Vicious Circle)
- 1996 Festival du film de Sundance (Grand Prix du Jury) avec À table (Big Night) (Gagné avec Stanley Tucci)
- 1997 Bogota Film Festival (Meilleur Film) avec À table (Big Night) (Gagné avec Stanley Tucci)
- 1997 Independent Spirit Awards (Best First Feature) avec À table (Big Night) (Gagné avec Stanley Tucci)
- 2001 DVD Exclusive Awards (Video Premiere Award) avec Mars à table! (Top of the Food Chain)
- 2003 DVD Exclusive Awards (DVD Premiere Award) avec Lush
- 2004 Chlotrudis Award (Meilleur acteur) avec The Secret Lives of Dentists
- 2006 Genie Awards (Best Performance by an Actor in a Supporting Role) avec Ralph (Saint Ralph)

## Voix françaises
| - Bernard Bollet dans : - Royal Pains (série télévisée) - Mythes et Croyances (série télévisée) - House of Cards (série télévisée) - Soundtrack (série télévisée) - Billions (série télévisée) - Millers in Marriage - Patrick Mancini dans : - L'Échoppe des horreurs (téléfilm) - Love Dance - L'Innocent - Duma - Les Derniers jours de la planète Terre (téléfilm) - Jean-Philippe Puymartin dans : - Le Choix d'aimer - Dead Again - Jérôme Keen dans : - L'Exorcisme d'Emily Rose - Manhattan Night - Olivier Chauvel dans : - The Amazing Spider-Man - Jurassic World : Le Monde d'après | - Guy Chapellier dans (les séries télévisées) : - Blacklist - WeCrashed Et aussi - Emmanuel Jacomy dans Singles - Samuel Labarthe dans La Prisonnière espagnole - Lionel Tua dans Ralph - Stéphane Ronchewski dans Les Imposteurs - Marc Perez dans Six Degrees (série télévisée) - Philippe Crubézy dans Le Come-Back - Sébastien Desjours dans Damages (série télévisée) - Geoffroy Thiebaut dans The Amazing Spider-Man : Le Destin d'un héros - Antoine David-Calvet dans Les Titans de l'industrie américaine (série télévisée, voix) |